# ピエモンテ州

ピエモンテ州
Regione Piemonte

ピエモンテ州（ピエモンテしゅう、イタリア語: Piemonte）は、イタリア共和国北西部に位置する州。州都はイタリア第四の都市であるトリノ。

## 概要

### 名称
ピエモンテには「山の麓」という意味がある。標準イタリア語以外の言語では以下の名称をもつ。
- ドイツ語・スイスドイツ語・ピエモンテ語: Piemont
- フランス語: Piémont
- 英語: Piedmont

## 地理

### 位置・広がり
アルプス山脈南西麓に広がる州である。州都トリノは、ジェノヴァの西北約124 km、ミラノの西南西約126 km、ニースの北北東約156 km、ジュネーヴの南東約174 km、首都ローマの西北約522 kmに位置する。
隣接する州およびそれに相当する行政区画は以下の通り。CHEはスイス領、FRAはフランス領を示す。
- ヴァレー州 (CHE) - 北
- ティチーノ州 (CHE) - 北東
- ロンバルディア州 - 東
- エミリア＝ロマーニャ州 - 南東
- リグーリア州 - 南
- プロヴァンス＝アルプ＝コート・ダジュール地域圏 (FRA) - 南西
- ローヌ＝アルプ地域圏 (FRA) - 西
- ヴァッレ・ダオスタ州 - 北西

### 行政区画
ピエモンテ州は、以下の8県から構成される。

ピエモンテ州と各県

左端の数字はISTATコード、アルファベット2文字は県名略記号を示す。人口は2014年1月1日現在。面積の単位はkm2。
|     |    | 県名                             | 綴り                 | 県都             | 面積  | 人口      |
| --- | -- | -------------------------------- | -------------------- | ---------------- | ----- | --------- |
| 001 | TO | トリノ県                         | Torino               | トリノ           | 6,830 | 2,297,917 |
| 002 | VC | ヴェルチェッリ県                 | Vercelli             | ヴェルチェッリ   | 2,088 | 177,109   |
| 003 | NO | ノヴァーラ県                     | Novara               | ノヴァーラ       | 1,339 | 371,686   |
| 004 | CN | クーネオ県                       | Cuneo                | クーネオ         | 6,903 | 592,365   |
| 005 | AT | アスティ県                       | Asti                 | アスティ         | 1,511 | 219,988   |
| 006 | AL | アレッサンドリア県               | Alessandria          | アレッサンドリア | 3,560 | 433,996   |
| 096 | BI | ビエッラ県                       | Biella               | ビエッラ         | 914   | 182,325   |
| 103 | VB | ヴェルバーノ・クジオ・オッソラ県 | Verbano-Cusio-Ossola | ヴェルバーニア   | 2,255 | 161,412   |

### 主要都市
人口5万人以上のコムーネは以下の通り。人口は2014年1月1日現在。
- トリノ （トリノ県） - 902,137人
- ノヴァーラ （ノヴァーラ県） - 104,736人
- アレッサンドリア （アレッサンドリア県） - 93,805人
- アスティ （アスティ県） - 76,135人
- モンカリエーリ （トリノ県） - 56,884人
- クーネオ （クーネオ県） - 55,972人
- コッレーニョ （トリノ県） - 50,057人

約90万人の人口を擁するトリノは、イタリア全国では第4位、イタリア北西部ではミラノに次ぐ人口を擁する大都市である。

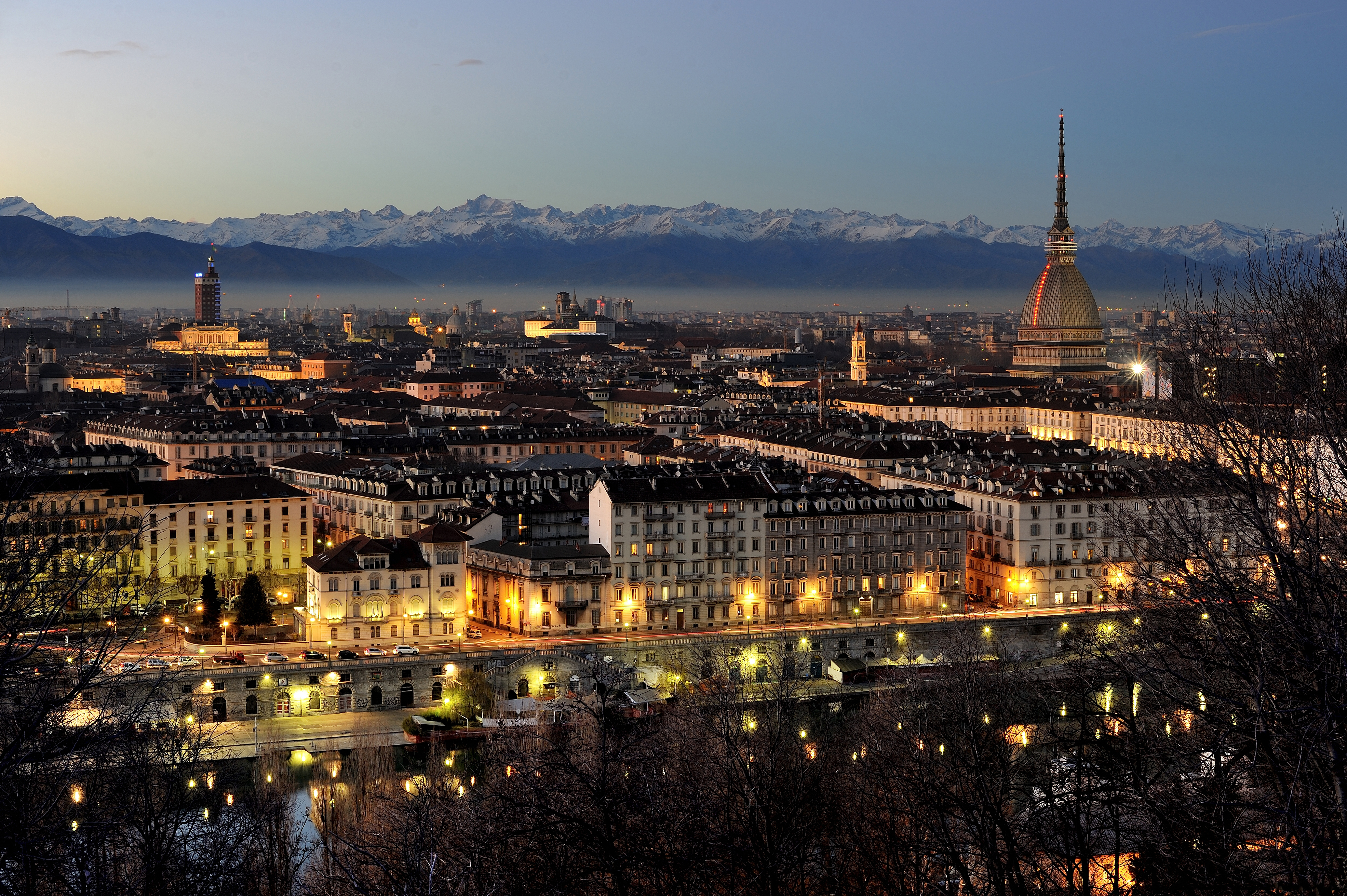
トリノ
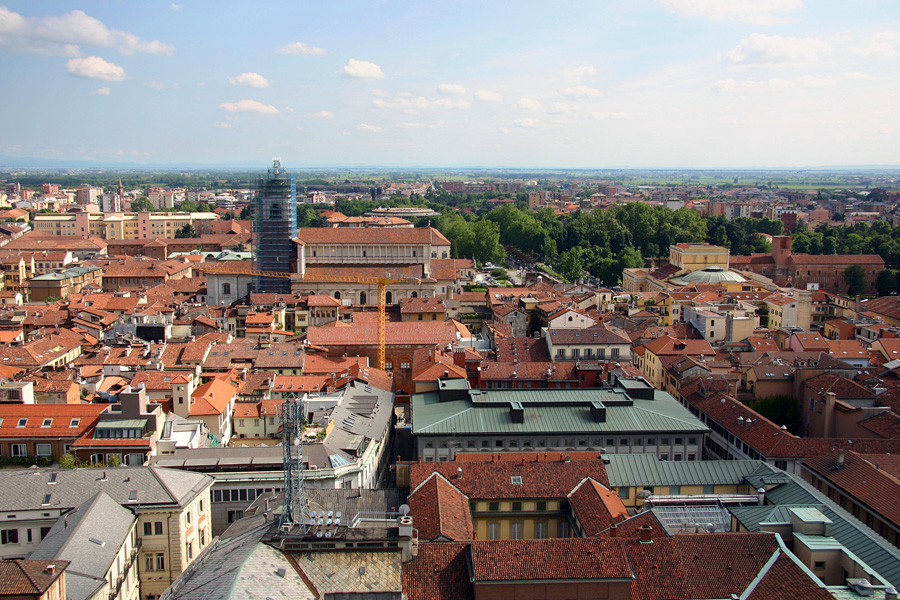
ノヴァーラ
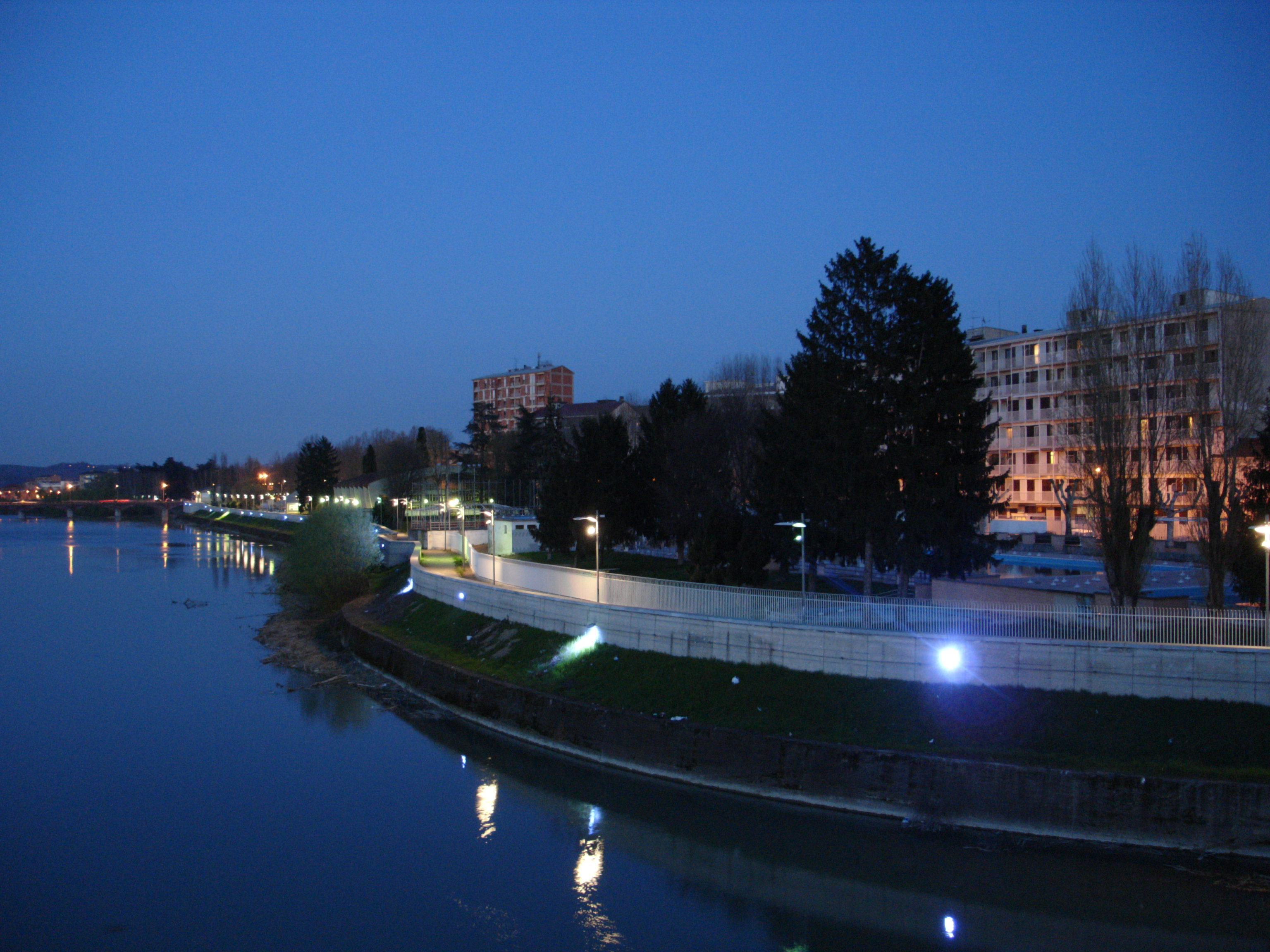
アレッサンドリア
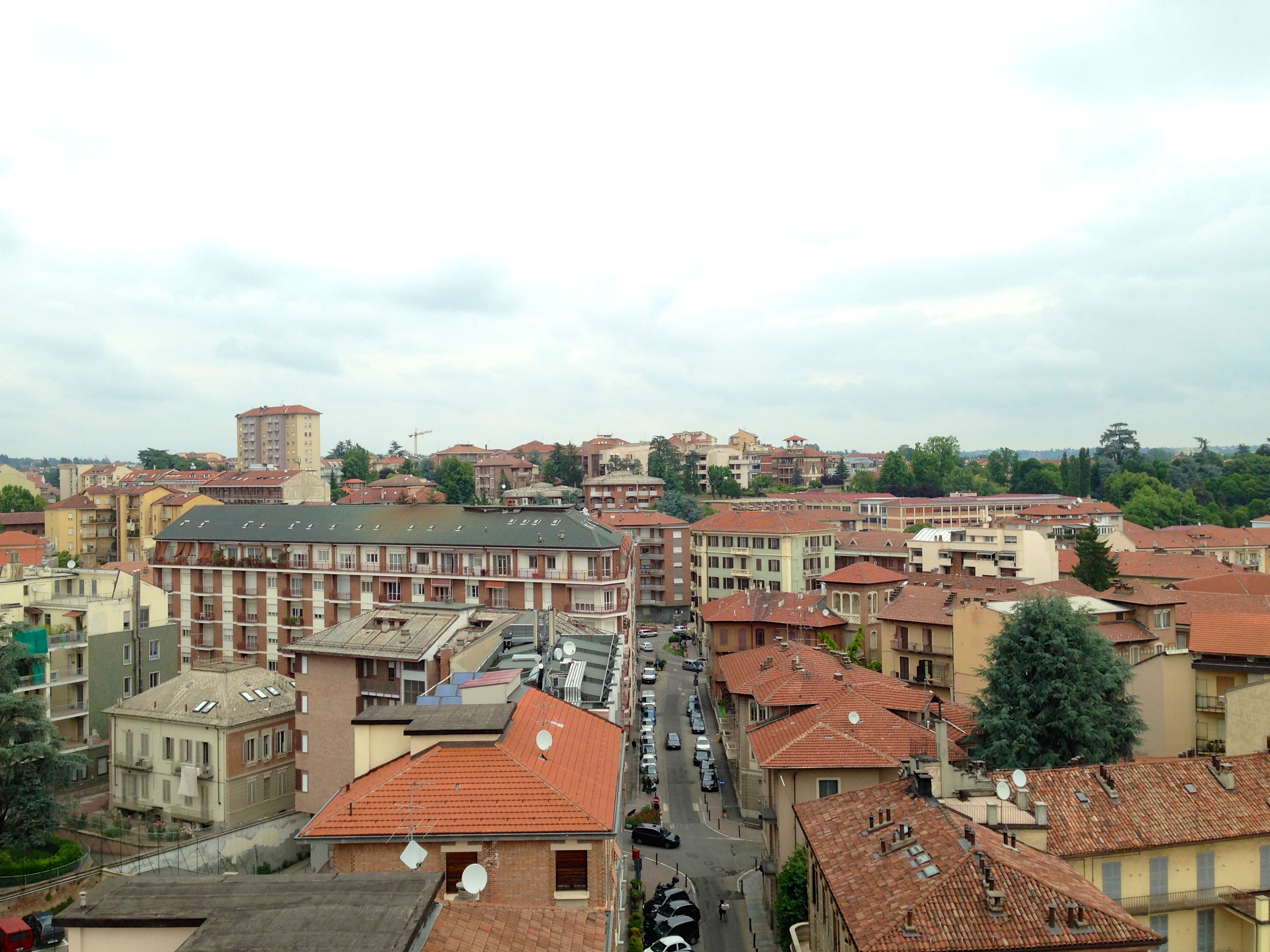
アスティ
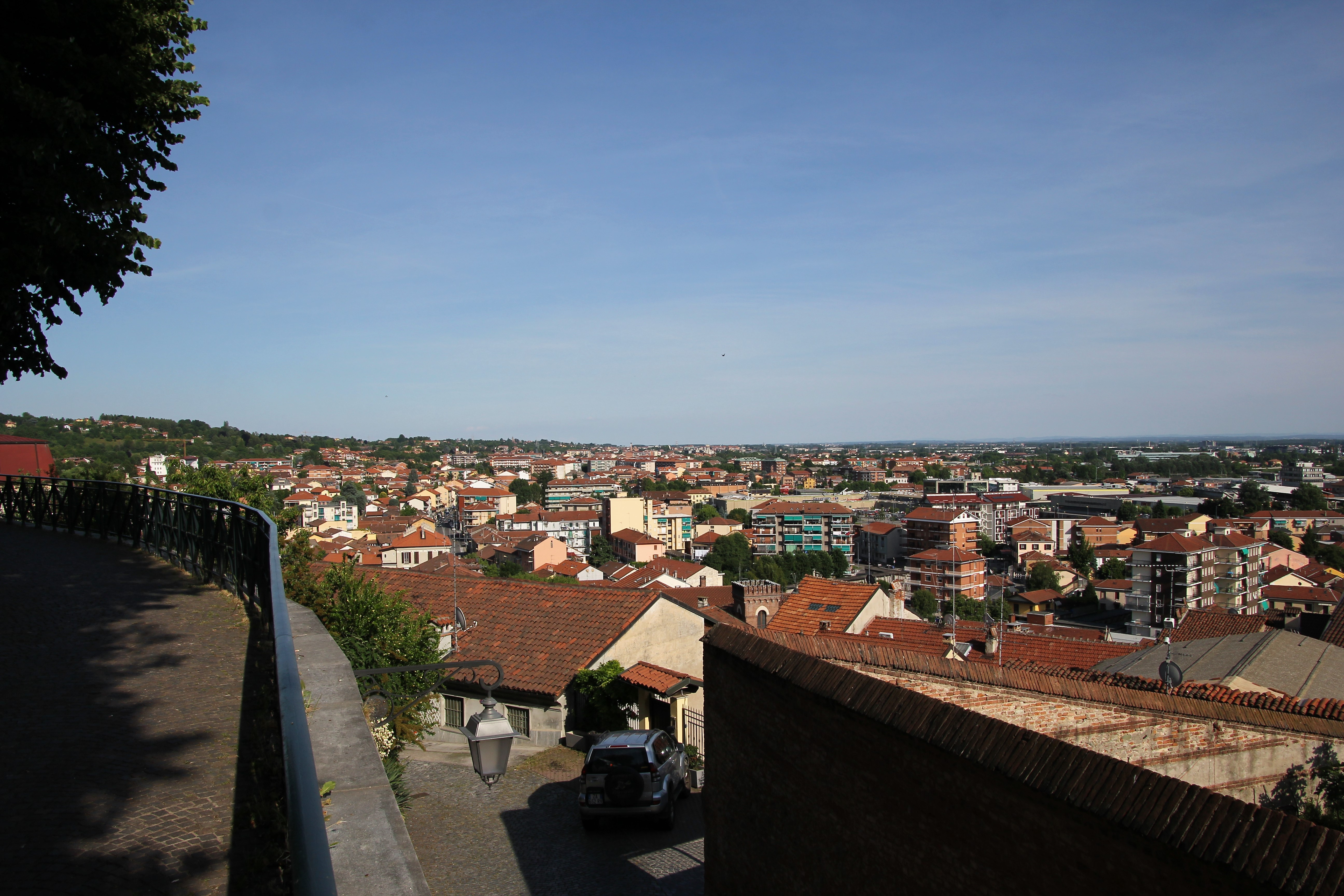
モンカリエーリ
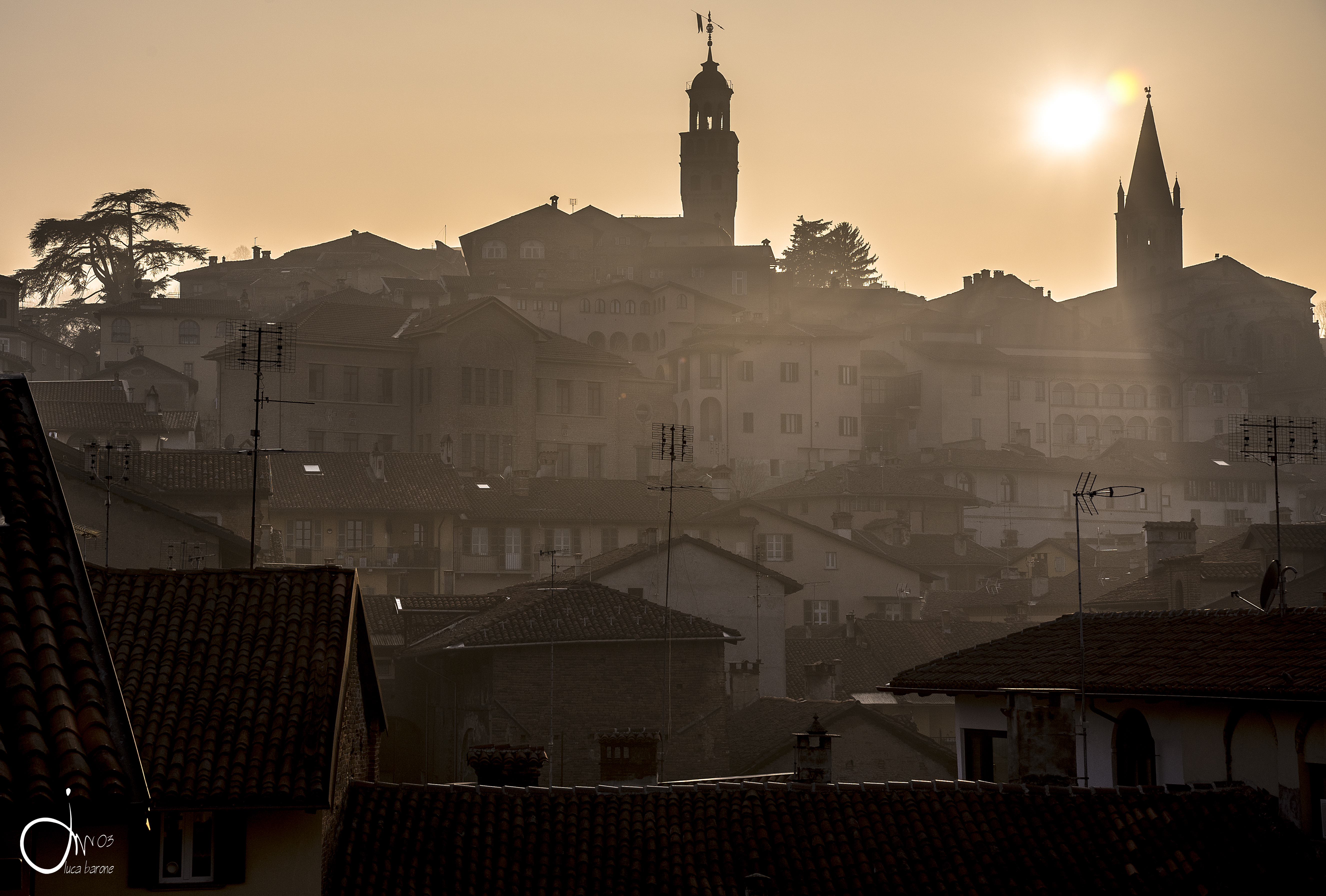
クーネオ

## 歴史

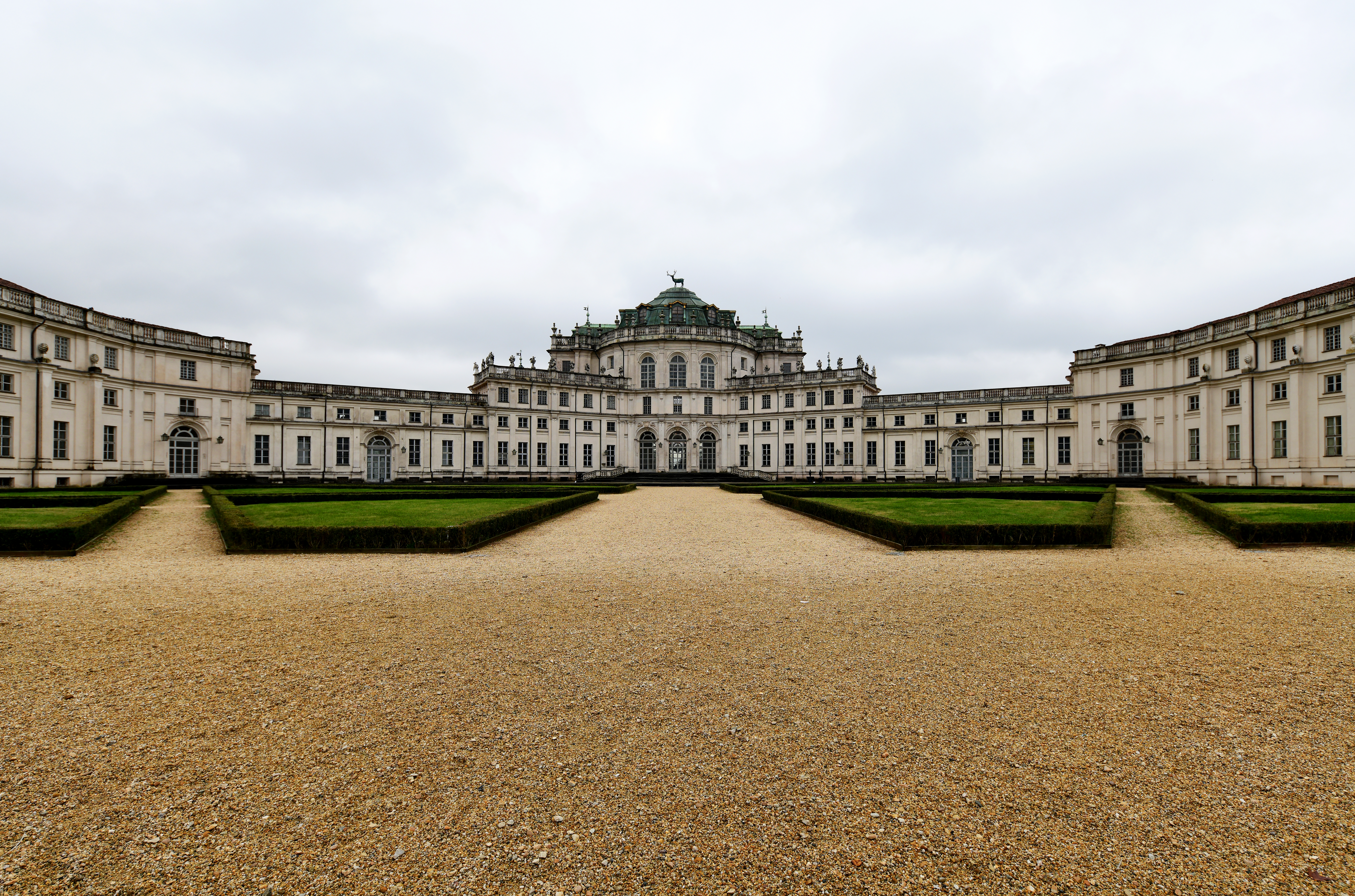
ストゥピニージ宮殿（サヴォイア王家の王宮群）

### 古代
古代にはケルト・リグリア人系の諸部族、たとえばサラッシ族 (Salassi) 、タウリニ族 (Taurini) が定住した。スーザなどは、ローマ人以前に起源を有する都市がある。
紀元前220年頃、先住の民はローマ人に征服されてその支配下に入った。ローマ人は、アウグスタ・タウリノルム（現在のトリノ）やエポレディア（現在のイヴレーア）などいくつかの植民都市を建設した。州の大部分は属州ガリア・キサルピナに属していたが、1世紀にイタリア本土に編入された。セグシウムを中心とする山間部は属州アルペス・コッティアエ（首府：セグシウム、現在のスーザ）が置かれた。

### 中世・近世
西ローマ帝国が崩壊すると、5世紀にはブルグント族やゴート族、6世紀には東ローマ帝国やランゴバルド人の侵攻を繰り返し受け、773年にはフランク人に占拠された。
9世紀から10世紀にかけての時期には、神聖ローマ帝国の一部であるイタリア王国の版図であったが、いくつもの侯国・国家に分かれていった。1046年、サヴォワ地方のシャンベリに拠点を置くサヴォイア家（サヴォイア伯国）のオッドーネは、スーザ女伯アデライデとの婚姻によりトリノ辺境伯領 (March of Turin) を手中におさめ、ピエモンテに勢力を拡大した。この時期にはほかの地域は独立した状態にあり、アスティやアレッサンドリアは有力なコムーネ（都市国家）であり、サルッツォ侯国やモンフェッラート侯国といった諸国もあった。
サヴォイア伯国は1416年に公爵（サヴォイア公）に昇った。1516年、エマヌエーレ・フィリベルトはサヴォイア公国の首都をトリノに移した。1720年、サヴォイア家はサルデーニャの王位を獲得し、サヴォイア公国はサルデーニャ王国となった。トリノは、西ヨーロッパの主要な首都の一つとなった。

### 近代
フランス革命が勃発すると、この地にもその影響は及んだ。フランスの衛星国（姉妹共和国）として、アルバ共和国（1796年）、ピエモンテ共和国、スバルピーナ共和国 が建国された。1802年にはピエモンテはフランス共和国に編入された。ナポレオン没落後のウィーン会議の結果、サルデーニャ王国はピエモンテの支配を回復、さらに旧ジェノヴァ共和国領（現在のリグリア州）を併合した。
サルデーニャ王国主導によるイタリア統一運動がすすめられた結果、1861年にイタリア王国が建国された。トリノは短い間イタリア王国の首都であった（首都はフィレンツェ、ついでローマに移転する）。イタリア統一以後、ピエモンテの政治的中心としての役割は低下するが、歴史的経緯を踏まえてイタリア王国の王太子は「ピエモンテ公」の称号を名乗っていた。

## 対外関係

### 日本との姉妹都市・提携都市

#### 姉妹自治体
姉妹都市
（都道府県 市区町村） - （州内県・州内都市）
- 群馬県 桐生市 - ビエッラ県 ビエッラ市
- 愛知県 名古屋市 - トリノ県 トリノ市

## 経済

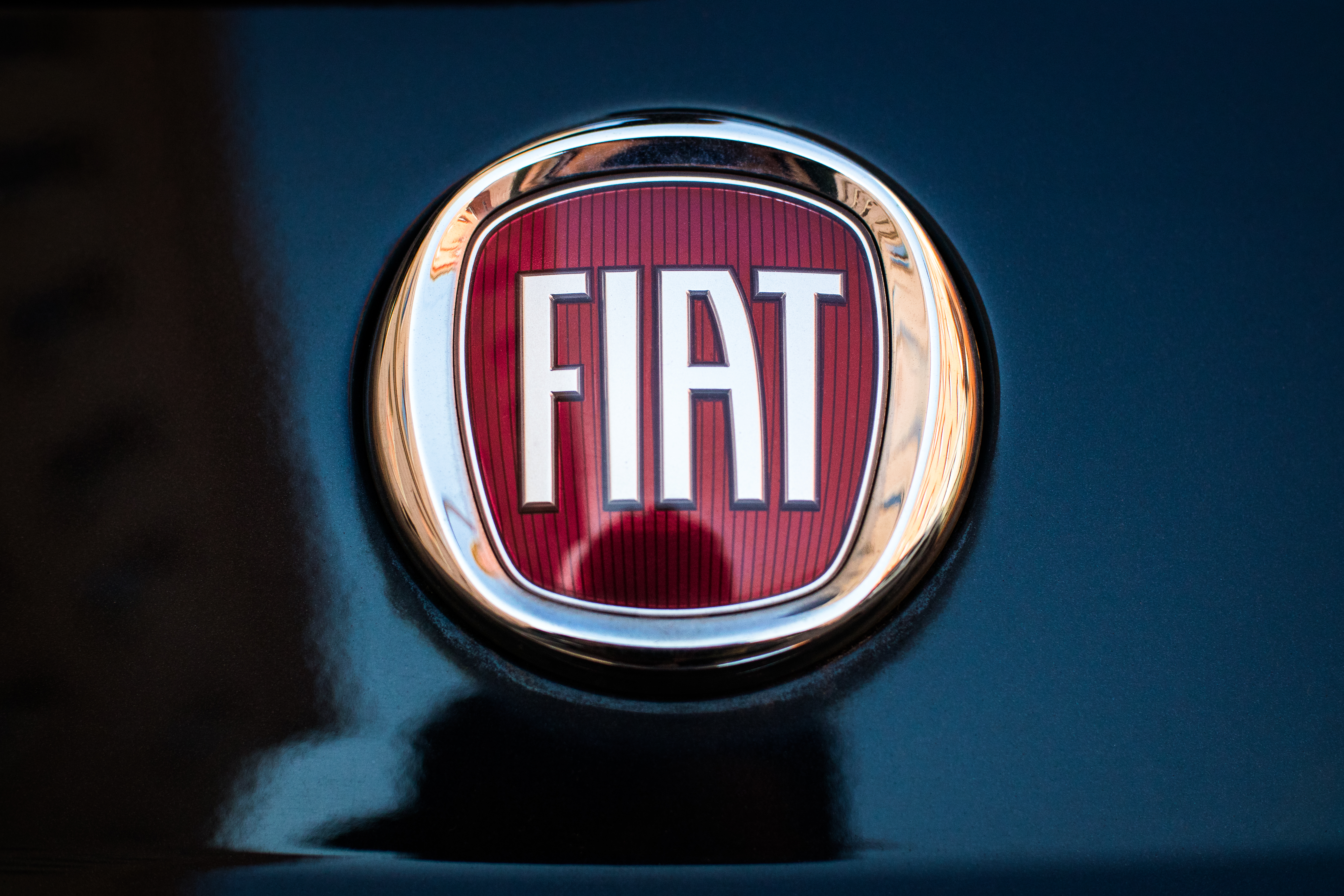
フィアット

### 産業
ピエモンテ州に本拠を置く企業としては、自動車を筆頭に航空機・船舶・鉄道車両など輸送機械全般を製造するフィアット（本社：トリノ）をはじめ、情報通信業のオリベッティ（創業地：イヴレーア、本社：トリノ）、食品大手のフェレロ（ピーノ・トリネーゼ）、醸造業のマルティーニ・エ・ロッシ（本社：トリノ）、出版社のデアゴスティーニ（本社：ノヴァーラ。但し創業はローマである。）などがある。
第一次産業
- 醸造業のマルティーニ・エ・ロッシ（本社：トリノ）

第二次産業
- 自動車を筆頭に航空機・船舶・鉄道車両など輸送機械全般を製造するフィアット（本社：トリノ）

第三次産業
- 情報通信業のオリベッティ（創業地：イヴレーア、本社：トリノ）
- 食品大手のフェレロ（ピーノ・トリネーゼ）
- 出版社のデアゴスティーニ（本社：ノヴァーラ）

## 交通

### 空港
主な空港
- トリノ空港 - トリノ県カゼッレ・トリネーゼに所在。
- クーネオ空港 - クーネオ県サヴィリアーノに所在。

### 鉄道

トリノ近郊鉄道サービス（SFN）

主に運営はイタリア国鉄のトレニタリアであるが、国際列車では、フランスのフランス国鉄やスイスのスイス連邦鉄道も運営に絡んでいる。
また、トリノ近郊ではグルッポ・トリネーゼ交通（GTT）がトリノ近郊鉄道サービス（SFM）を運営している。
中心となる主な駅：トリノ・ポルタ・スーザ駅

#### 高速列車
- ディレッティシマ（TAV）
  - トリノ-ミラノ高速線
- ヌオーヴォ・トラスポルト・ヴィアッジャトーリ（NTV）
  - トリノ-サレルノ線
- ユーロシティ
- インターシティ
- アルテシア（TGV）

#### 国際列車
- タンド線
  - クーネオ–ヴェンティミリア
- チェントヴァッリ鉄道
  - ドモドッソラ＝ロカルノ線

#### 国鉄
- トレニタリア（イタリア国鉄）
  - トリノ・ジェノバ線
  - トリノ・モダーン線
  - リヨン・トリノ線
    - バルドネッキア駅 - イタリア最西端にあるバルドネッキアの駅
- グルッポ・トリネーゼ交通（GTT）
  - SFM1線
  - SFM2線
  - SFM3線
  - SFM4線
  - SFM5線
  - SFM6線
  - SFM7線
  - SFMＡ線
  - SFMＢ線

#### 地下鉄
- トリノ地下鉄
  - フェルミ-リンゴット線

### 道路

#### 高速道路
- アウトストラーダ
  - アウトストラーダ A4
  - アウトストラーダ A5
  - アウトストラーダ A6
  - アウトストラーダ A7
  - アウトストラーダ A21
  - アウトストラーダ A26
  - アウトストラーダ A32
  - アウトストラーダ A33

#### 街道
- ローマ街道
  - ポストゥミア街道

## 観光

### 世界遺産
ピエモンテ州内には、以下の世界遺産がある。
- サヴォイア王家の王宮群
  - 王宮およびその庭園（トリノ県トリノ）、マダマ宮殿（トリノ）、カリニャーノ宮殿（トリノ）、カッチャ宮殿およびストゥピニージ宮殿（トリノ県ニケリーノ）、 Borgo castello nel parco della Mandria、ヴァレンティーノ城（トリノ）、Villa della Regina（トリノ）、モンカリエーリ城（トリノ県モンカリエーリ）、リヴォリ城（トリノ県リーヴォリ） 、Reggia di Venaria Reale（トリノ県ヴェナリーア・レアーレ）、Castello di Agliè（トリノ県アリエ）、Castello di Racconigi（トリノ県ラッコニージ）、Castello di Govone（クーネオ県ゴヴォーネ）、Castello di Pollenzo（クーネオ県ブラ）
- ピエモンテ州とロンバルディア州のサクリ・モンティ（一部）
  - ヴァラッロのサクロ・モンテ（ヴェルチェッリ県ヴァラッロ）、クレーアのサクロ・モンテ（アレッサンドリア県セッラルンガ・ディ・クレーア）、オルタのサクロ・モンテ（ノヴァーラ県オルタ・サン・ジューリオ）、オロパのサクロ・モンテ（ビエッラ県ビエッラ）、ギッファのサクロ・モンテ（ヴェルバーノ・クジオ・オッソラ県ギッファ）、ドモドッソラのサクロ・モンテ（ヴェルバーノ・クジオ・オッソラ県ドモドッソラ）、ヴァルペルガのサクロ・モンテ（トリノ県ヴァルペルガ）
- アルプス山脈周辺の先史時代の杭上住居群（一部）
  - セスト・ウノ・エミッサーリオ（ビエッラ県ヴィヴェローネおよびトリノ県アゼッリオ）、メルクラーゴ（ノヴァーラ県アローナ）
- ピエモンテのブドウ畑の景観:ランゲ＝ロエーロとモンフェッラート
  - クーネオ県、アスティ県、アレッサンドリア県にまたがる計5件のブドウ畑景観・歴史地区と、1件の城。

## 文化
歴史的・地理的影響もあり、フランスの強い影響を受けている。

### 言語

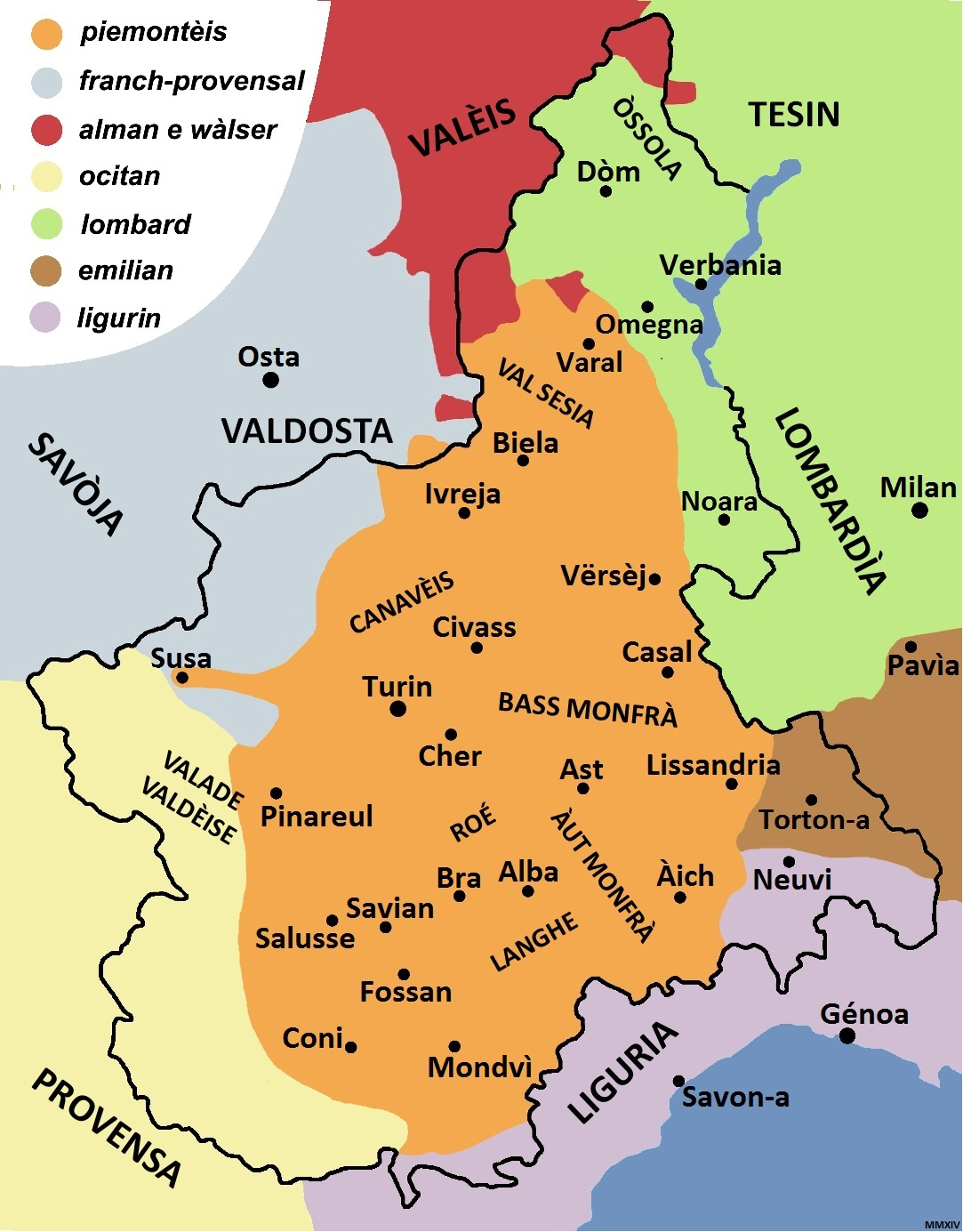
ピエモンテ州の言語地図

州の公用語はイタリア語である。地方言語としては、ピエモンテ語、オック語（州南西部、トリノ県とクーネオ県にまたがるオクシタン谷 (Occitan Valleys) で話される）、アルピタン語（フランコ・ブロヴァンス語。トリノ県の山間部で話される）がある。
南部ではリグリア語、東部ではエミリア語やロンバルド語も話される。北東部の一部はヴァリス語（アレマン語）を使用するアレマン人が定住している。
2006年の国立統計研究所（ISTAT）の統計によれば、6歳以上の住民の家庭内での会話における言語状況は以下の通り。イタリア語（Italiano）、地方言語（Dialetto）、他の言語（Altra lingua）についてのデータで、左列が全国平均、右列がピエモンテ州の数値である。
| 家庭内の会話における使用言語           | 全国  | 州    |
| -------------------------------------- | ----- | ----- |
| イタリア語のみ、あるいは主にイタリア語 | 45.5% | 59.3% |
| 地方言語のみ、あるいは主に地方言語     | 16.0% | 9.8%  |
| イタリア語と地方言語の双方             | 32.5% | 25.4% |
| 他の言語                               | 5.1%  | 4.9%  |

### 食文化
特産品としてワインやトリュフがある。イタリアを代表するワインの産地であり、バローロ、バルバレスコ、アスティなどの銘柄を抱える。トリュフは、その中でも貴重な白トリュフが有名。
ブラ（クーネオ県）はスローフード運動発祥の地であり、イタリア・スローフード協会およびスローフード・インターナショナルの本部、食科学大学が置かれている。
- バーニャ・カウダ
- カステルマーニョ (チーズ)
- ジャンドゥイオット
- ジャンドゥーヤ
- ザバイオーネ

### スポーツ

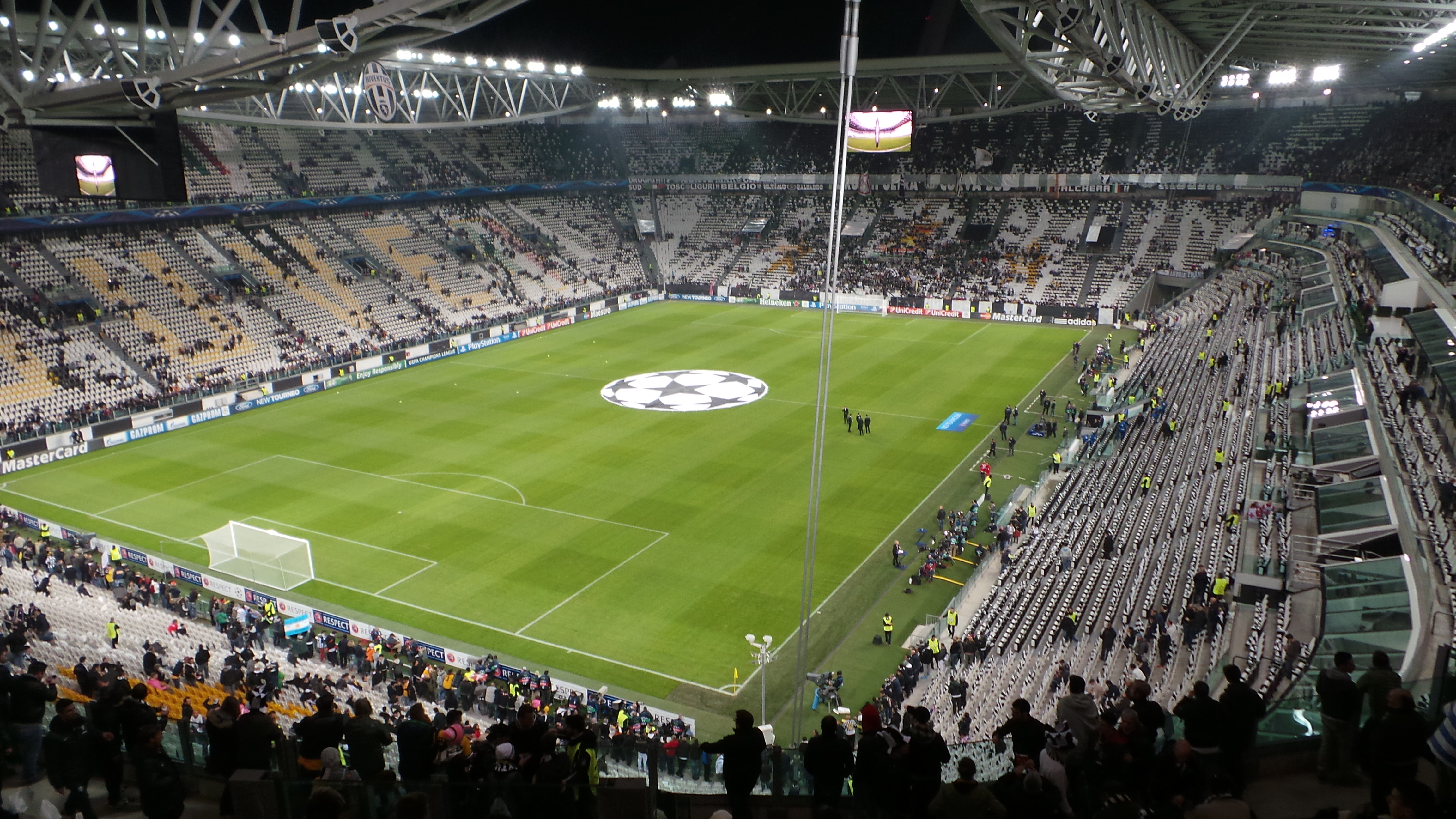
ユヴェントス・スタジアム

#### サッカー
州内に本拠を置くプロサッカークラブとしては以下がある。所属リーグは2014-15シーズン現在。
ピエモンテ州とヴァッレ・ダオスタ州の地方リーグとして、エッチェッレンツァ・ピエモンテ＝ヴァッレ・ダオスタ (it:Eccellenza Piemonte-Valle d'Aosta) がある。
セリエA
- ユヴェントスFC （トリノ県トリノ） - セリエA（1部リーグ）
- トリノFC （トリノ県トリノ） - セリエA

セリエB
- USプロ・ヴェルチェッリ・カルチョ （ヴェルチェッリ県ヴェルチェッリ） - セリエB（2部リーグ）

セリエC
- ノヴァーラ・カルチョ （ノヴァーラ県ノヴァーラ） - レガ・プロ（3部リーグ）
- USアレッサンドリア・カルチョ1912 （アレッサンドリア県アレッサンドリア） - レガ・プロ

セリエD
- USDノヴェーゼ （アレッサンドリア県ノーヴィ・リーグレ） - セリエD（4部リーグ）
- ACクーネオ （クーネオ県クーネオ） - セリエD

#### 野球
イタリアンベースボールリーグ（IBL）
- ノヴァーラ・ベースボール（ノヴァーラ県ノヴァーラ）

#### バレーボール
コッパ・イタリア セリエA
- ピエモンテ・バレー（男子） - 2014年で廃部。
- アシステル・ノヴァーラ（女子）

## 出身・関連著名人
- ジョゼフ＝ルイ・ラグランジュ - 18-19世紀の数学者・天文学者。トリノ生まれ。
- アメデオ・アヴォガドロ - 18-19世紀の物理学者・化学者。トリノ生まれ。
- カミッロ・カヴール - 19世紀の政治家、イタリア王国の初代首相。トリノ生まれ。
- ジョヴァンニ・ジョリッティ - 19-20世紀の政治家、イタリア王国首相。モンドヴィ生まれ。
- ルイージ・ファクタ - 19-20世紀の政治家、イタリア王国首相。ピネローロ生まれ。
- ジョヴァンニ・アニェッリ - 19-20世紀の実業家、フィアット創業者。ヴィッラール・ペローザ生まれ。
- ピエトロ・バドリオ - 19-20世紀の軍人・政治家。イタリア王国首相。グラッツァーノ生まれ。
- ルイージ・エイナウディ - 20世紀の経済学者・政治家、イタリア共和国大統領。カッル生まれ。
- リータ・レーヴィ＝モンタルチーニ - 20-21世紀の神経学者。トリノ生まれ。
- サルバドール・エドワード・ルリア - 20世紀の遺伝学者。トリノ生まれ。
- ウンベルト・エーコ - 哲学者・小説家。アレッサンドリア生まれ。
- カルロ・ペトリーニ（英語版） - スローフード運動提唱者。ブラ生まれ。
- エレオノーラ・ベキス - 政治家。トリノ生まれ。